# سرنجة كبيرة الزهر
سَرنجة كبيرة الزهر هي نوع من جنس سرنجة، وهي شجرة رفهة مهدها أمريكة الشمالية. أزهارها قليلة العُرف بيضاء اللون كبيرة القد.